# William Barclay (prawnik)
William Barclay (ur. ok. 1546 w Aberdeen, zm. 1608 w Angers) – myśliciel polityczny, zwolennik absolutyzmu, prawnik.

## Życiorys
Studiował w rodzinnym mieście na tamtejszym uniwersytecie, następnie był urzędnikiem na dworze królowej Marii Stuart. W 1573 wyjechał do Francji. Tutaj studiował prawo w Bourges, a następnie objął katedrę prawa cywilnego w Pont-à-Mousson. Ceniony przez księcia Lotaryngii Karola, wrócił jednak do Anglii po skonfliktowaniu się z jezuitami. Jakub Stuart zaproponował mu katedrę prawa za cenę odejścia od katolicyzmu, na co Barclay nie przystał, wyjechał z powrotem do Francji i został profesorem prawa w Angers, gdzie zmarł.

## Poglądy
Opowiadał się za absolutyzmem i twierdził, że autorytet władzy monarszej pochodzi od Boga. Odrzucał dominację władzy papieskiej w sprawach świeckich, zbliżając się w tym względzie do gallikanizmu.